# Terebra virgo
Terebra virgo é uma espécie de gastrópode do gênero Terebra, pertencente a família Terebridae.